# Arquebisbat Castrense d'Espanya
L'Arquebisbat Castrense d'Espanya és l'ordinariat militar de l'Església catòlica per les Forces Armades d'Espanya. L'arquebisbe actual és Juan Antonio Aznárez Cobo.

## Història
Des de l'edat mitjana és recollida la presència de sacerdots assistint els soldats, tot i que era circumstancial, ja que fins al 1532 no s'organitzaren els primers exèrcits permanents i professionals regulars (els terços), i aleshores s'incorpora el sacerdot a la milícia per tal d'atendre als soldats, separats de la seva diòcesi.
Inicialment els sacerdots no eren adscrits a cap jurisdicció eclesiàstica peculiar. Fins al segle xvii es regien per breus pontificis i el 1645 el papa Innocenci X concedeix als vicaris de l'Exèrcit jurisdicció sobre els capellans i militars que estiguessin fora de les seves diòcesis, pel temps de duració de les diferents campanyes militars. Cap al 1705 fou creat un Vicariat únic per tot l'Exèrcit Espanyol i en fou nomenat Carlos de Borja y Centellas, i en 1736 Climent XII li estén la jurisdicció no sols al temps de guerra, sinó també al temps de pau.
Quan el rei Carles III va reformar l'exèrcit i la marina i el 10 de març de 1762 el Papa Climent XIII a petició seva li concedí la unificació del vicariat militar al patriarcat de les Índies Occidentals, declarant subjectes a la jurisdicció castrense «a quants militars sota la bandera del Rei Catòlic per mar o per terra, i visquessin del sou o estipendi militar, així com a tots els que per legítima causa els seguissin».

### Segona República espanyola
Aquesta situació es va mantenir invariable fins a l'arribada de la II República. El Govern de la República, després de restringir el servei religiós castrense en 1931, el va suprimir definitivament per Llei de 30 de juny de 1932. El 30 de març de 1933 el nunci Federico Tedeschini va declarar extingit el breu d'11 d'abril de 1926, amb el que va cessar la jurisdicció eclesiàstica castrense. El fins llavors Vicari Castrense i Patriarca de les Índies Occidentals, Ramón Pérez y Rodríguez, va ser traslladat a la diòcesi de Cadis i Ceuta.

### Guerra Civil espanyola
Durant la guerra civil de 1936-39 fou habilitat novament el servei religiós a la zona controlada pel bàndol nacional. La Santa Seu en comissionà per l'organització de l'antic vicariat al cardenal Isidre Gomà, qui n'actuà com a delegat pontifici. En juliol de 1940 fou restablit per llei el Cos Eclesiàstic de l'Exèrcit, en 1941 es restablia el Cos Eclesiàstic de l'Armada (mitjançant llei de 1945) i el Cos Eclesiàstic de l'Aire. A la mort del cardenal Gomà li foren atorgades al bisbe Gregorio Modrego Casaus les facultats sobre el clergat castrense.
Arran del conveni signat entre l'Espanya franquista i la Santa Seu el 5 d'agost de 1950 es restableix la jurisdicció eclesiàstica castrense i es crea el Vicariat General Castrense, elevat a Arquebisbat per Pius XII en 1951. El conveni fou assumit i ratificat pel concordat del 1953.
Per l'acord entre Espanya i la Santa Seu del 28 de juliol de 1976 l'Estat espanyol renuncia al privilegi de presentació de bisbes, excloent-ne el Vicariat Castrense, per al qual el rei presentarà un dels integrants de la terna per al nomenament. El 3 de gener de 1979 se signà l'Acord entre la Santa Seu i l'Estat Espanyol sobre l'Assistència Religiosa a les Forces Armades i servei militar de clergues i religiosos, actualment en vigor.

### Canvis des del Papat
En 1986 el papa Joan Pau II promulga la constitució apostòlica Spirituali Militum Curae, mitjançant la qual actualitza d'acord amb les disposicions del Concili Vaticà II el que els vicariats castrenses són transformats en circumscripcions eclesiàstiques concebudes i organitzades com una Església particular, assimilades jurídicament a les diòcesis, i que es regiran per uns estatuts especials per a cada nació que haurà de donar en cada cas la Santa Seu respectant, on existeixin, els acords amb els Estats.
Els Estatuts de l'Arquebisbat Castrense d'Espanya van ser aprovats per la Santa Seu el 14 de novembre de 1987.

## Organització
L'Arquebisbat Castrense d'Espanya és una diòcesi personal, no territorial, regida per un arquebisbe, que s'enquadra en la categoria canònica de «ordinariat militar», i que per autorització expressa de la Santa Seu es denomina oficialment Arquebisbat Castrense d'Espanya.
L'Arquebisbat Castrense es regeix per una doble normativa: eclesial o canònica i civil.

### A. Eclesial
1. L'Acord entre la Santa Seu i l'Estat Espanyol sobre Assistència Religiosa a les Forces Armades [3.1.1979].
2. La constitució apostòlica «Spirituali Militum Curae» [21.4.1986].
3. Els Estatuts de l'Arquebisbat Castrense [14.11.1987].
4. Les normes del Codi de Dret Canònic.

### B. Civil
1. Així mateix l'Acord entre la Santa Seu i l'Estat Espanyol sobre l'Assistència Religiosa a les Forces Armades [3.1.1979],
2. El Reial decret 1145/1990 pel qual es crea el Servei d'Assistència Religiosa a les Forces Armades [7.9.1990].
3. I una altra legislació complementària.

L'Arquebisbat està organitzat en cinc vicariats, corresponents a les cinc armes de les Forces Armades d'Espanya: Exèrcit de Terra, Armada, Exèrcit de l'Aire i de l'Espai, Guàrdia Civil, Defensa i Serveis d'Informació.
La seva jurisdicció s'estén, a més dels capellans militars, a 13 parròquies en les casernes militars.
Amb seu en el palau de l'antiga Nunciatura, en el número 13 del carrer del Nuncio, l'arxidiòcesi té la seva catedral en Madrid, dedicada al Sant Sacrament, o Cos de Crist (anomenada església del Sacramento). També té un seminari propi, el Col·legi Sacerdotal Castrense Joan Pau II, amb seu a Madrid.

## Esglésies relacionades
- Iglesia del Sacramento (Madrid)
- Iglesia de San Fernando (Saragossa)
- Iglesia de Santo Domingo (Cartagena)
- Parròquia castrense del Parc de la Ciutadella en Barcelona.
- Iglesia castrense de San Francisco (Ferrol)
- Convent de Sant Doménec (València)

## Episcopologi
Vicaris Castrenses, habitualment com a annex a l'ofici de patriarques de les Índies Occidentals:
- Buenaventura Fernández de Córdoba y Spínola (1762–1777).
- Francisco Javier Delgado Venegas (1778-1781).
- Cayetano de Adsor (1782).
- Emmanuel Buenaventura Figueroa (1782–1783).
- Antoni de Sentmenat i de Cartellà (1784-1806).
- Ramón José de Arce (1806–1815).
- Francisco Antonio Cebrián y Valda (1815–1820).
- Antonio Allué Sesé (1820–1842).

Vacant (1842–1847).
- Antonio Posada Rubín de Celis (1847–1851).
- Tomás Iglesias Barcones (1852-1873).

Vacant (1873–1875).
- Francisco de Paula de Benavides y Fernández de Navarrete (1875– 1881, nomenat Arquebisbe de Saragossa).
- José Moreno Mazón (18 – Plantilla:Tata, nomenat Arquebisbe de Granada).
- Zeferino González y Díaz Tuñón (1885–1886).
- Miquel Payà i Rico (1886–1891).
- Jaime Cardona y Tur (11 de juliol de 1892 - 6 de gener de 1923).
- Ramón Pérez y Rodríguez (7 de gener de 1929 - 30 de març de 1933).

Suprimit entre 1933 i 1950
Vicaris Generales Castrenses
- Luis Alonso Muñoyerro † (12 de desembre de 1950 - 23 de setembre de 1968).
- José López Ortiz † (18 de febrer de 1969 - 28 de maig de 1977, retirar).
- Emilio Benavent Escuín † (25 de maig de 1977 - 27 d'octubre de 1982, dimití).

Arquebisbes Castrenses d'Espanya
- José Manuel Estepa Llaurens, cardenal (30 de juliol de 1983 - 30 d'octubre de 2003, retirat).
- Francisco Pérez González (30 d'octubre de 2003 - 31 de juliol de 2007, nomenat arquebisbe de Pamplona i Tudela).
- Juan del Río Martín, (30 de juny de 2008 - 9 de gener de 2022).
- Juan Antonio Aznárez Cobo (9 de gener de 2022).